# NGC 2859
NGC 2859 és una galàxia lenticular en la constel·lació del Lleó Menor.
NGC 2859 és una galàxia de tipus (R)SB(r)0+. Té una marcada barra en la regió del brillant centre però el disc extern és un anell independent.